# اچ‌ام‌اس اردنت (۱۸۴۱)
اچ‌ام‌اس اردنت (۱۸۴۱) (به انگلیسی: HMS Ardent (1841)) یک کشتی بود که طول آن ۱۶۴ فوت (۵۰ متر) بود. این کشتی در سال ۱۸۴۱ ساخته شد.